# Dziewule
Dziewule – wieś w Polsce położona w województwie mazowieckim, w powiecie siedleckim, w gminie Zbuczyn. Ma status sołectwa. W miejscowości krzyżują się drogi gminne do Radomyśli, Zbuczyna i Krynki Łukowskiej.
W okresie staropolskim miejscowość należała do powiatu łukowskiego w województwie lubelskim. W 1531 r. odnotowuje się zamieszkałą tu drobną szlachtę o nazwiskach: Dziecinka, Górny, Markowicz i Starczowicz. W latach 1975–1998 miejscowość administracyjnie należała do województwa siedleckiego.
Od nazwy wsi (gniazda) swoje nazwisko wywodzi ród Dziewulskich.
W 1994 r. erygowano parafię Matki Bożej Anielskiej należącą do dekanatu Zbuczyn.
W miejscowości działa założona w 1959 roku jednostka Ochotniczej straży pożarnej, która od 2016 roku jest w strukturach krajowego systemu ratowniczo-gaśniczego. Straż posiada średni samochód ratowniczo-gaśniczy GBA 2,7/24/4 Mercedes Atego, przyczepę do łodzi oraz łódź śrubową płaskodenną z silnikiem zaburtowym Honda BF 20.
Z miejscowości pochodzi biegaczka Lidia Chojecka.